# 伊予銀行
株式会社伊予銀行（いよぎんこう、英: The Iyo Bank,Ltd.）は、愛媛県松山市に本店を置く地方銀行。愛称は「いよぎん」。
店舗網は愛媛県（旧伊予国）内を中心に、四国他県、瀬戸内海を挟んで向かい合う山陽地方、関西（大阪府と兵庫県）、九州北部（大分県と福岡県）、東京都、愛知県に展開している。インターネット支店も開設しているほか、海外ではシンガポールに支店、中華人民共和国の上海に駐在員事務所を置いている。

## 概要
- 頭取は歴代、生え抜きで、財務省・日本銀行出身の役員は在籍しない[要出典]。
- 関連会社であるリース会社は住友系との関係がある一方、クレジットカードは三菱系のDCブランドであるなど、特定のメガバンクグループとの関係は強くないとされる。
- ホストコンピュータのメインフレームはIBM製を採用。他行とのシステム共同化の予定はない。
- 不動産関係の与信には慎重とされ、2009年の穴吹工務店経営破綻では、四国の銀行で唯一、被害（債権の取り立て不能）が発生しなかった。
- 国際統一基準（BIS規制）による自己資本比率算出を行っている。
- 海事産業が集積している今治市などを営業エリアとして抱えていることから、外航船関連の貸出も多く、2021年度時点の国内船主向け貸出金残高は銀行全体の15％に当たる7684億円に上る[3]。

## 歴史

### 第二十九国立銀行の設立
伊予銀行は、西宇和郡川之石浦（現在の八幡浜市）に愛媛県最初の銀行として設立された第二十九国立銀行に始まる。1877年7月に第二十国立銀行を東京府に設立した、旧宇和島藩主伊達宗城の命を受けた同行の今岡好謙と宇都宮綱條が川之石浦の矢野小十郎に、銀行設立を勧めたことが発端である。川之石浦は天然の良港を有し、ハゼ漁や銅資源にも恵まれ、宇和島藩や吉田藩の参勤交代における交通の要衝として栄えた浦であった。矢野らは1875年に潤業会社を設立して、近在や野村地方の製糸業者を対象に貸金業を営んでいた。  
矢野を中心に宇和島の旧士族や地主、商人、網元など12人は1877年9月7日、川之石浦への国立銀行設置を大蔵省に請願した。1878年1月29日付で開業免許が下付され、同年3月15日に開業した。初代頭取には清水一朗が就任した。四国に設立された銀行としては、高知県の第七国立銀行に次いで2番目であった。

### 第五十二国立銀行の設立
松山においても銀行設立の動きがあり、旧松山藩士族加藤彰と伊藤奚疑知両名は、銀行設立を奔走した。愛媛県権令岩村高俊は「士族は理屈はいっても資力乏しく商売も下手ならん。商人は熟練はあれども規則の事などは不得手なり。依ってこれを合併せば宜しからん」として、商人との協調による銀行設立を促したが、士族間の反対が強く、結局、士族のみの出資で1878年9月25日に開業した。初代頭取は小林信近であった。1880年時点で貸付先の64%を士族が占めており、士族授産銀行の性質が強かった。

### 私立銀行の乱立と銀行合同
日本国内では国立銀行設立の動きが止まると、私立銀行設立が相次いだ。愛媛県内においては1891年に8行あった普通銀行は、1900年には46行まで激増した。こうした私立銀行は体制が十分ではなく国立銀行を母体とする銀行より財務基盤が弱く、次第に規制が強化されていった。
しかし、1901年の金融恐慌や関東大震災の震災手形による不良債権の累積は愛媛県経済にも打撃を与え、その後の銀行数は次第に減少し、再編に進んでいくこととなる。大蔵省により地方の銀行合同が示達されると、愛媛県内の銀行も再編に向かった。1920年3月には、五十二銀行が八幡濱銀行を吸収合併し、南予地方への進出を果たした。
1928年1月に銀行法が施行され、最低資本金制度が導入された。この結果、大量の無資格銀行が発生することとなり、32 行のうち16行の無資格銀行が生じて、銀行合同が図られた。第二十九銀行は1933年3月に宇和島銀行を吸収し、その後、大洲銀行や八幡濱商業銀行と合同して、豫州銀行を発足させた。1931年12月に大野銀行を買収した五十二銀行は、1937年12月に仲田銀行と合併し、松山五十二銀行となり、さらに、1932年に三津濱銀行を買収した。

### 伊豫合同銀行の設立
日中戦争（支那事変）の勃発により戦時経済の色彩が一層色濃くなると、政府は一県一行主義と呼ばれる銀行合同をさらに積極的に推進した。愛媛県内においては、豫州銀行が南予地方、松山五十二銀行が中予地方、そして1900年以来、東予地方の中心銀行であった今治商業銀行が東予と、それぞれの地域を基盤とした三行に糾合された。
3行に集約された後も、一県一行体制への移行が模索された。そして1941年9月1日に今治商業銀行、松山五十二銀行、豫州銀行の3行が合併し、伊豫合同銀行が設立された。本店は旧松山五十二銀行本店に設置された。命名は、日本銀行総裁結城豊太郎によるものである。
1944年12月15日には、伊豫相互貯蓄銀行を合併し、一県一行主義が完成した。
第二次世界大戦では、松山大空襲で本店や9支店が全焼するなど甚大な被害を受けたが、防空訓練の徹底等により重要書類の殆どは難を逃れた。

### 新「伊予銀行」の誕生
1951年11月1日、創立10周年を迎えたのを機に伊豫銀行に改称した。「いよぎん」の愛称で親しまれていることや、愛媛県が旧国名の伊予国として全国的に知られていることを踏まえたものであった。
また、松山大空襲で本店を焼失して以降、日本銀行松山支店に間借りして本店を営業してきたが、戦後の体制整備が一段落したことを受け、官公庁や日本銀行松山支店などが周辺に位置する元榎町支店跡地に新本店を建設することとし、1952年10月に竣工した。
1969年10月1日に大阪証券取引所二部に上場、1970年には一部に指定替えとなり、1971年に東京証券取引所一部に上場した。
1990年9月1日、親しみやすい常用漢字を用いることとし、伊予銀行に商号を変更した。

## 経営

### 企業理念
- 存在意義「潤いと活力ある地域の明日をつくる」
- 経営姿勢「最適のサービスで信頼に応える」
- 行動規範「感謝の心でベストをつくす」
- 目指す銀行像「親切で頼りがいあるベストパートナーバンク」

#### 経営姿勢
- 「地域志向」「お客さま志向」の経営
- 健全性確保と収益力強化による経営体力向上
- 絶え間なき変革への挑戦

### 組織改正
1990年代以降、ほぼ3年毎に大規模な本部の組織改正を実施している。

### 個人市場
愛媛県内においては、高いシェアを有しており、個人金融資産運用商品等も品揃えている。みつはしちかこによるキャラクターを採用している。

#### 振込手数料無料化
2006年より、ATM（キャッシュカード使用）および「いよぎんダイレクト」（インターネットバンキング、モバイルバンキング）による本支店宛の振込手数料が無料化されている。

### 法人市場
地盤とする愛媛県は大企業・中堅企業が少ないことから、中小企業への取組みが中心となっている。法人向け貸出金の主力は「ビジネスサポートローン」で、用途に応じて「A」から「F」の愛称がある。他に、新分野進出応援の「ニュービジネスファンド」、環境クリーン資金、介護ビジネスローン、一次産業向け「アグリフィッシャーローン」、商工会議所メンバーズローンなどを取り扱っている。

### 証券・国際業務
地方銀行として、他の金融機関との競合上、品揃えの意味合いが強い商品も多い。証券・国際業務は本店のほか東京地区に分室（資金為替室）を置いて行っている。

#### 国際業務
地元の主要産業として造船・海運関係（今治・波止浜地区）があり、与信の関係から国際業務には積極的に取り組んできた。近年は中国進出企業の支援に力を入れており、毎年4月と10月には広州交易会で商談会を開催している。

#### 証券業務
有価証券の含み益は2182億円（2007年3月末）であり、地方銀行ではトップクラスである。

### 地方公共団体との関係
愛媛県や県内主要市の指定金融機関となっている。愛媛県庁および松山市役所の庁内に支店、今治市、新居浜市の市役所庁内に出張所があるほか、四国中央市（三島・川之江）、大洲市、宇和島市など県内の市役所、町役場の多くに出納係を派遣している。

## 店舗・ATM

### 県内店舗
店舗の配置見直しを課題とし、2004年から店舗統廃合を行っている。

### 本店営業部以外の「本店」
新居浜市で「伊予銀行の本店」と言うと、一般的には松山市の本店ではなく新居浜支店のことを指す。新居浜支店では、年末年始など、ご祝儀需要で新札需要が高まる時期に、新札出金専用のATMや両替機を用意している。
宇和島市でも同様に「本店」といえば宇和島支店をさす。

### 県外店舗

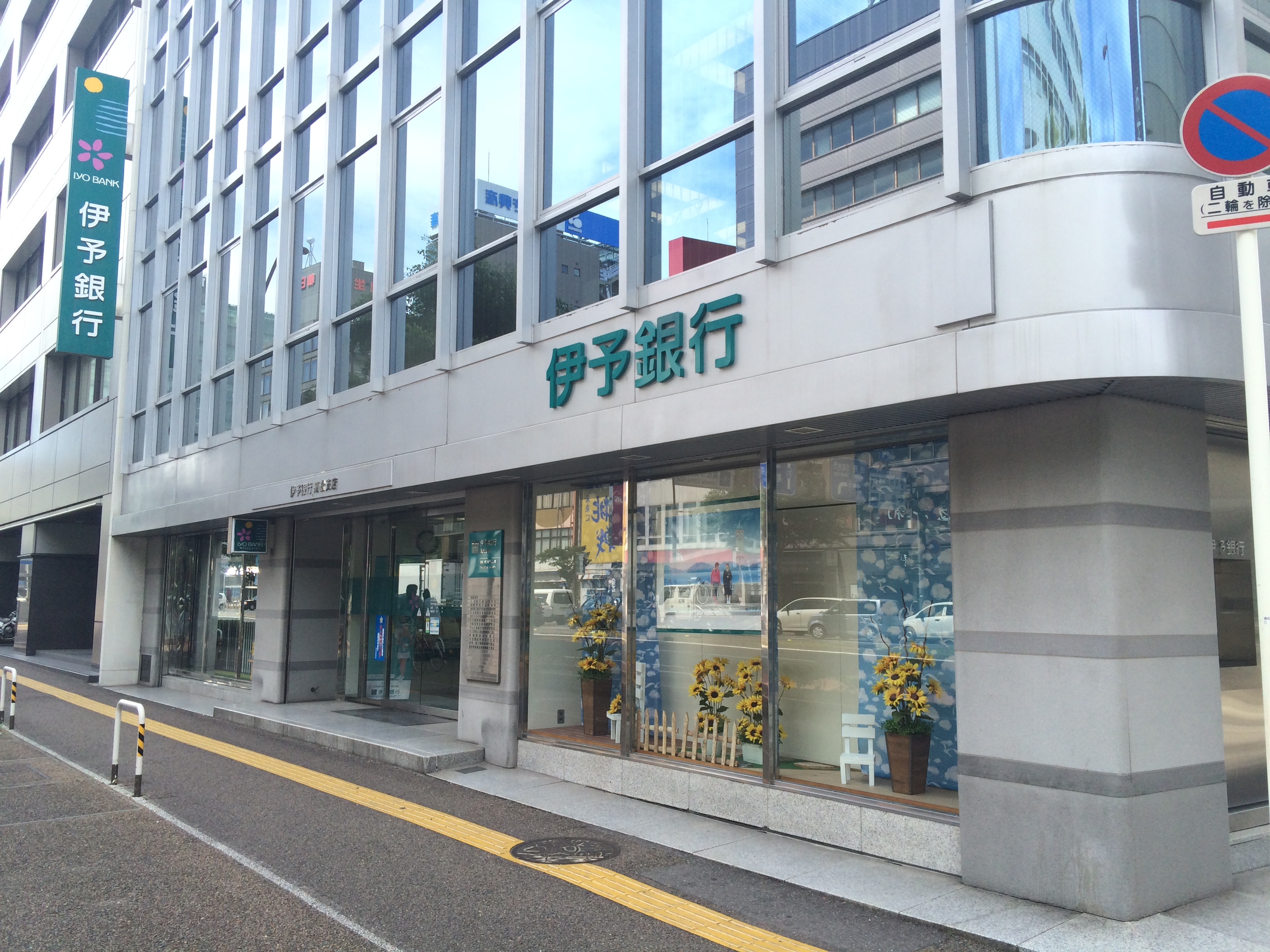
高松支店
（高松市番町一丁目）

広島県・岡山県・香川県にも複数の店舗を有しており、それらの地域は「準地元」と位置づけ、地元有力企業・中堅中小企業との取引を進めるなど地域密着を図っている。歴史ある店舗には開設時からの地元有力取引先も数多い。一方、四国以外では、三大都市圏の東京都内（東京（日本橋）・新宿）、関西圏（大阪（本町）・大阪北（十三）・堺・神戸（三宮）・姫路）、名古屋に支店を置いている。九州地区においては大分県も準地元に指定しており6店舗を展開。福岡県においては福岡市（博多）と北九州市に各1店舗開設している。その他、山口県周南市に店舗を開設している。

### 国外店舗
1985年に初の海外拠点として、イギリスのロンドンに駐在員事務所を開設した。ロンドンは世界の金融の中心で愛媛県の地場産業の海運の情報が集まる事から拠点設置となった。1986年7月にはアメリカのニューヨークに駐在員事務所を開設。1989年にはニューヨーク駐在員事務所を格上げし、初の海外支店となるニューヨーク支店を開設した。
同年には香港に駐在員事務所を開設。1992年には愛媛県内の外債発行ニーズへの対応や取引先のアジア進出を目的に、香港に初の海外現地法人 伊予財務（香港）有限公司を設立した。1994年10月には中華人民共和国の上海市に四国の地方銀行初の中国への拠点となる上海駐在員事務所を開設。1996年には香港駐在員事務所を香港支店に格上げした。
その後は経営効率化などから海外拠点の再編が行われ、1999年6月でロンドン駐在員事務所を閉鎖。1999年9月にはニューヨーク支店を駐在員事務所に格下げし、2018年7月に駐在員事務所を閉鎖。2003年3月には香港の現地法人を廃止。2018年8月には香港支店を駐在員事務所に格下げし、2024年11月には駐在員事務所を閉鎖した。
海外拠点の整理が行われる中、2012年には新たな海外拠点としてシンガポールに駐在員事務所を開設。2016年12月には事務所を支店に昇格させた。シンガポール支店の開設は関西以西の地方銀行として初であった。船舶融資を中心に行っており、日系船主に加えて非日系船主の融資案件にも取り組んでおり、2023年には融資残高が約2,000億円に増加した。
現在は海外拠点として、シンガポール支店、上海駐在員事務所を設置している。

### ATM
振込時には「その振込、ちょっとまって!」と振り込め詐欺を未然に防止するメッセージが表示される。預け入れ、引き出しは千円単位となる。預金間振替は振替元のキャッシュカードと振替相手先の通帳が必要である。生体認証対応ICキャッシュカードについては、2008年から取り扱い開始した。2022年1月20日、生体認証機能付ICキャッシュカードの対応を終了。

#### コンビニATM
四国の地方銀行、第二地方銀行としては初めて、2006年に大手コンビニATM運営2社（E-net、ローソンATM）との提携合意を発表し、2007年からサービス提供を開始した。引き出し、預け入れ、振込、残高照会が行えるが、通帳は使えない。阿波銀行（徳島県徳島市）・百十四銀行（香川県高松市）・四国銀行（高知県高知市）とATM相互出金無料提携している。また、山陰合同銀行（島根県松江市）・広島銀行（広島市）ともATM相互出金無料提携を行っている。

### インターネットバンキング
個人向けインターネットバンキングとモバイルバンキングを総称して「いよぎんダイレクト」と呼称される。

#### 法人向け
「インターネットEB（Electronic Bankingの略）」と呼ばれる法人向けインターネットバンキングサービスを、2005年から行っている。法人向けは外為のインターネットバンキングサービスも扱っている。外国送金・輸入信用状開設等の受付機能と外貨預金の照会機能等を備えている。

#### 個人向け
個人向けインターネットバンキングは2000年からサービスを開始している。モバイルバンキングは、当初NTTドコモのi-mode向けのみでスタートし、その後、FOMA、auのEZweb、SoftBankのY!Keitaiにも対応している。2021年4月19日、モバイルバンキングサービス終了。
2021年11月22日、カード型ハードトークン（セキュリティトークン）の発行を終了。アプリ型トークンへ一本化した。

#### スマホアプリ
2021年6月28日、アクセンチュアと共同開発した「AGENT」アプリを公開。銀行取引や各種手続きを同アプリへ集約。2021年6月1日、「口座開設アプリ」サービス終了。2021年9月30日、「いよぎんのアプリ」のサービス終了。

## 品質管理（TQC）
各本部・営業店毎に、若手・中堅行員が中心で係毎の「QCサークル」、支店長代理以上が中心の「方針管理」が存在し、半年を1サイクルとして、毎回様々な職場内、業務上の問題点を洗い出し、対策を検討・実施し、改善度合い（効果）の確認を行っている。特にQCサークルについては、毎回活動の成果を中間期末や年度末に発表し、優秀な活動をしたと認められたサークルは、毎年10月の全行発表大会で発表を披露し頭取から直接表彰状とトロフィーを受け取る。銀行業務に無関係の関連会社社員にもTQC全行発表大会への強制参加が義務付けられている。

## 「14（イヨ）」の語呂合わせ
1998年の郵便番号7桁化に伴い、各地区のメイン店舗は下2桁が「14」となる郵便番号を取得した。電話番号も「14」で終わるか、途中に1と4が使われている店舗がある。また、毎月14日を「イヨ（伊予）の日」としてお客様感謝デーを実施する店舗が存在する。

## 沿革
- 1878年(明治11年) - 前身の第二十九国立銀行、第五十二国立銀行設立。
- 1896年(明治29年) - 前身の今治商業銀行設立。
- 1909年(明治42年) - 大分県へ進出（臼杵支店、初の愛媛県外店舗）。
- 1934年(昭和9年) - 第二十九、八幡浜商業、大洲銀行が合併し「豫州銀行」設立。
- 1937年(昭和12年) - 第五十二、仲田銀行が合併し「松山五十二銀行」設立。
- 1941年(昭和16年) - 今治商業銀行、松山五十二銀行、豫州銀行の3行が合併し「株式会社伊豫合同銀行」設立。
- 1944年(昭和19年) - 伊豫相互貯蓄銀行を合併（貯蓄銀行を兼営）。
- 1951年(昭和26年) - 「株式会社伊豫銀行」に商号変更。
- 1954年(昭和29年)9月15日 - 労働組合が賃上げを求めストライキを実施。同月26日、愛媛県労働委員会による斡旋案を労使が受諾するまで続いた[33]。
- 1960年(昭和35年) - 外国為替承認銀行となる。
- 1963年(昭和38年) - 預金高1000億円達成。松山市指定金融機関となる。
- 1964年(昭和39年) - 愛媛県指定金融機関となる。
- 1968年(昭和43年) - 四国で初めて電子計算機を導入。
- 1969年(昭和44年) - 大阪証券取引所第2部上場。
- 1970年(昭和45年) - 大阪証券取引所第1部に指定替え。従業員持株会発足。
- 1971年(昭和46年) - 東京証券取引所第1部上場。
- 1973年(昭和48年) - 四国初のCDを本店営業部に設置。海外コルレス業務開始。
- 1974年(昭和49年) - 関連会社伊豫銀総合リース(現在のいよぎんリース)設立。アメリカ銀行とコルレス開始。
- 1975年(昭和50年) - 関連会社伊豫コンピュータサービス設立（後にアイ・シー・エス、2007年4月より「いよぎんコンピュータサービス」となる。略称ICS）。
- 1976年(昭和51年) - 財団法人伊豫銀行社会福祉基金設立。
- 1977年(昭和52年) - 資本金を100億円に増資。預金・融資・内国為替の全店オンライン化完了。
- 1978年(昭和53年) - 預金高1兆円を達成。松山市高砂町に事務センター完成。
- 1979年(昭和54年) - いよぎんビジネスサービス設立（略称IBS）。
- 1980年(昭和55年) - 全国カードサービス「ACS」（地銀間のCD提携）に加入。
- 1981年(昭和56年) - SWIFT（外国為替取引電文通信ネットワーク）に加入。ATM第1号機本店営業部で稼動。
- 1982年(昭和57年) - 金売買業務開始。シンジケートローン（対外協調融資）に初参加。
- 1983年(昭和58年) - 国債窓口販売開始。地銀共同のクレジットカード「バンクカード」の発行開始。新情報サービス「IBNS」によるファームバンキング開始。
- 1984年(昭和59年) - 全行的品質管理（TQC）制度を導入、行内QCサークル活動が開始。ふるさと共同サービス開始。
- 1985年(昭和60年) - 公共債ディーリング業務開始。関連会社いよぎんキャピタル設立。
- 1986年(昭和61年) - 関連会社伊豫銀投資顧問設立。
- 1987年(昭和62年) - 担保附社債受託業務の営業免許取得。「いよぎん金融情報サービス」取扱開始。預金高2兆円を達成。株価1,000円を突破。
- 1988年(昭和63年) - NIC 50 Plan（1988年度長期経営計画）。第1回無担保転換社債（150億円）発行。関連会社いよぎん地域経済研究センター（IRC）、いよぎんモーゲージサービス（IMS）、いよぎんディーシーカード設立。9月27日株式分割（1→1.03）。10月5日CI導入宣言。
- 1989年(平成元年) - 関連会社いよぎんスタッフサービス(略称ISS)設立。IRC「ニューリーダーセミナー」スタート。
- 1990年(平成2年) - 都銀と地銀のATMオンライン提携システム「MICS」スタートと同時に加盟。本部組織改正（総合企画部・個人融資室・公務部・市場金融部新設）。「株式会社伊予銀行」に商号変更（「豫」の字を新字体に改める）、シンボルマーク「エバーグリーンマーク」を採用。
- 1992年(平成4年) - 地域文化活動助成制度導入。東邦相互銀行を合併。
- 1994年(平成6年）- 信託業務開始。
- 1996年(平成8年) - ATMの祝日稼動開始。
- 1997年(平成9年) - 為替集中システム稼動開始。
- 1999年(平成11年) - 郵便局とのATM提携を開始。富士貯蓄信用組合を合併。
- 2000年(平成12年) - デビットカードサービスを開始。個人向けインターネットバンキング「いよぎんダイレクト」サービス開始。
- 2003年(平成15年)10月1日 外貨建定額年金保険販売開始。
- 2004年(平成16年) - 電子納税サービス「ペイジー」取扱開始。池田育英会トラストの特定公益信託認定。
- 2005年(平成17年) - 「決済用預金」（無利息普通預金）の取扱開始。法人向けインターネットバンキング稼動。格付投資情報センター（R&I）から格付「AA-」取得。
- 2006年(平成18年) - 本支店宛振込手数料一部無料化。
- 2007年(平成19年) - 三菱東京UFJ銀行と「環境融資等に関する業務協力協定」締結。コンビニATMサービス提供開始。
- 2012年(平成24年) - シンガポール駐在所開設。いよぎん証券（現在の四国アライアンス証券）を設立[34]。
- 2013年（平成25年）
  - 11月13日 - この日から磁気の影響を受けにくい新しい通帳（Hi-Co通帳）を取扱開始した(中四国の地銀初。)[35]。

- 2014年（平成26年）

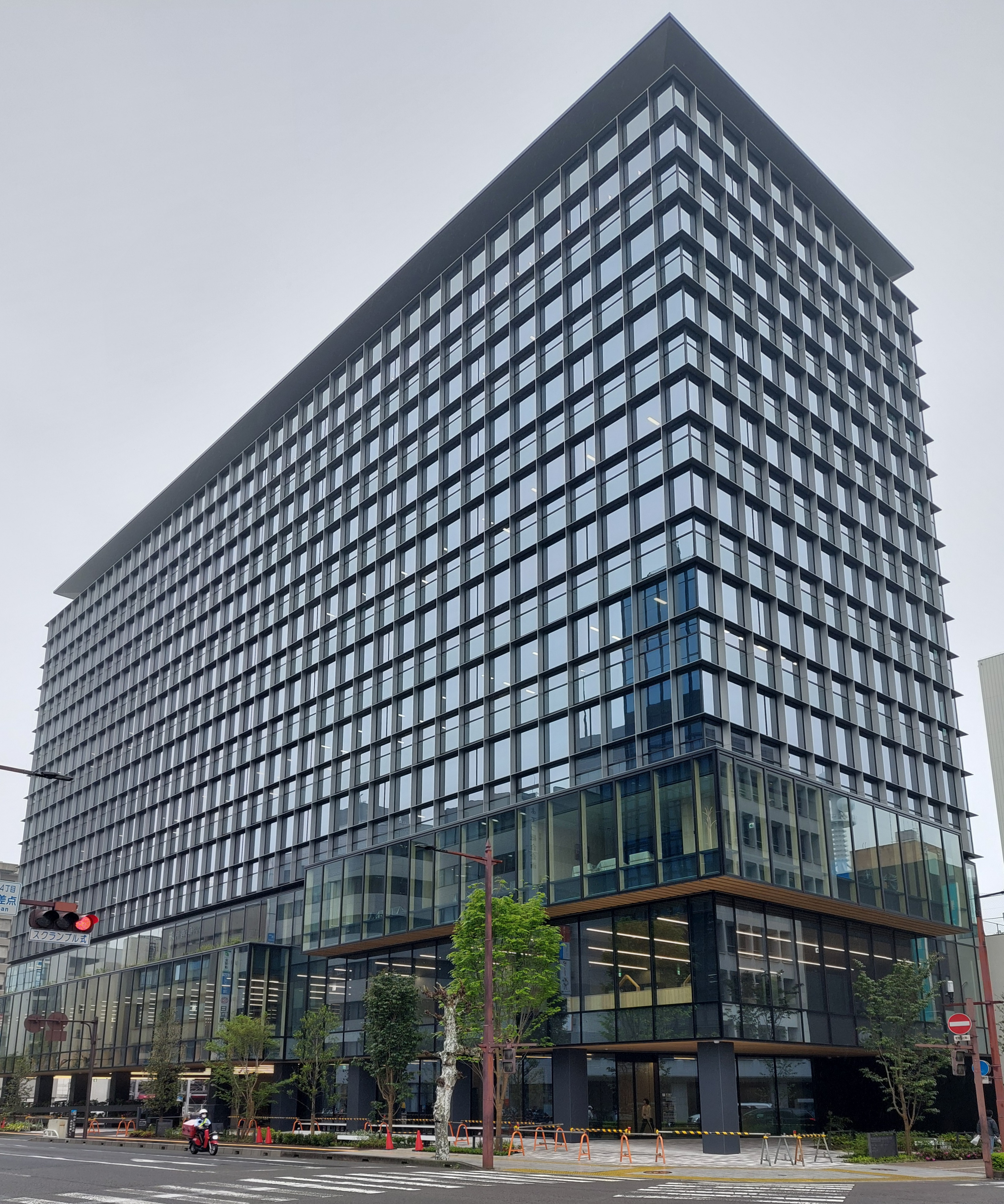
新南館

  - 1月28日 - 地域再生や活性化を目的に全国8つの地銀との広域連携を発表[36][37]。
  - 9月18日 - 千葉銀行など地銀6行と市場・国際業務の連携強化に関する協定書を締結[38]。
- 2020年(令和2年) - 人材紹介業務に参入[39]。
- 2022年(令和4年) - グループ会社を含めた持株会社体制に移行。同年10月3日付でグループ統括および持株会社「株式会社いよぎんホールディングス」を設立し、伊予銀行は上場廃止の上当該会社の子会社となる[40]。
- 2023年(令和5年)
  - 10月12日 - この日、勘定系システムを2028年を目処に日立製作所が運営するOpenStageに移行する予定である事を公表した[41]。
- 2025年(令和7年)
  - 2月7日 - この日、勘定系システムを2028年を目処にOpenstageに移行する計画の中止を決定した事を公表した[42]。

### 歴代頭取
伊予銀行 沿革・あゆみ より（年は就任年）
1. 平山徳雄 - 1941年
2. 末光千代太郎 - 1948年
3. 渡部七郎 - 1969年
4. 桝田三郎 - 1983年
5. 水木儀三 - 1991年
6. 麻生俊介 - 1998年
7. 森田浩治 - 2005年
8. 大塚岩男 - 2012年
9. 三好賢治 - 2020年[43]

## 関連会社
- 株式会社いよぎん地域経済研究センター
- 株式会社いよぎんディーシーカード
- いよぎんリース株式会社
- 株式会社いよぎんコンピュータサービス
- 四国アライアンス証券株式会社
- いよぎん保証株式会社
- いよぎんビジネスサービス株式会社
- いよぎんキャピタル株式会社

- いよベンチャーファンド2号投資事業有限責任組合
- いよベンチャーファンド3号投資事業有限責任組合
- いよエバーグリーン6次産業化応援ファンド投資事業有限責任組合

### 出資会社
- 四国アライアンスキャピタル

## 事件など

### 伊予銀行・いよぎんスタッフサービス事件
100%出資子会社のいよぎんスタッフサービスから派遣されていた職員を雇止めとしたことに対し、労働契約上の地位確認と謝罪、慰謝料を求める訴訟が起こされた。この派遣職員は、上司のパワーハラスメントに対し謝罪を要求したことから、13年に渉る勤続であり主要業務を担っていたにもかかわらず契約終了とされたとされる。
本件訴訟につき、第一審の松山地裁、第二審の高松高裁ともに、派遣労働者と派遣先の伊予銀行との間に雇用契約は成立せず、派遣契約についても更新しないことに違法はないと判示（松山地裁平15.5.22判決、高松高裁平18.5.18判決）。原告は最高裁に上告したものの、棄却された（最高裁第二小法廷平21.3.27判決）。なお、第二審では、派遣先での不適切な対応については、1万円の損害賠償が認められている。

### 懸賞品による食中毒
同行では、預金開設者の中から抽選で地元産品を送るサービスを行っている。このサービスはおおむね好評だが、2010年にはこの懸賞として送られたヒラメによると見られる集団食中毒が発生している。

### 元常務取締役による預かり証偽造
2014年11月、同行は元常務取締役の男性（死亡）が取引先から不正に資金を預かり、多額の借り入れもしていたと発表した。この元常務は、取引先から3,000万円を受け取った際、偽造した銀行の預かり証を渡していたほか、別の取引先から1億円を借り入れていた。同行は詐欺や業務上横領の可能性もあるとして調査している。

### はかた駅前通り陥没事故による営業停止
2016年11月8日午前5時過ぎ、福岡市地下鉄七隈線の延伸工事真上のはかた駅前通り（博多駅前2丁目交差点付近）で道路が陥没。負傷者は避難時に1名出たものの、奇跡的に重傷者は出なかった。事故現場の真横にあった福岡支店が臨時休業を余儀なくされ、一週間後の同11月15日午前5時に道路が仮復旧され、翌16日より営業が再開された。

## 地域社会貢献

### スポーツ・文化活動
スポーツ・文化活動も盛んで、男子テニス部、女子ソフトボール部が社会人リーグで活躍している。以前には男子野球部も存在した。
- 男子テニス部 - 2006年、1989年の日本リーグ加盟以来初めて予選リーグを勝ち抜き決勝トーナメントへ進出（1回戦で敗退）また、ジュニア向けのテニス教室を年数回開催するなど、裾野拡大にも貢献している。
- 伊予銀行ヴェールズ - ソフトボールの国内トップリーグであるJDリーグ（西地区）に所属している。
- 伊予銀行硬式野球部（社会人野球） - 1952年から1978年にかけて活動。都市対抗野球大会、社会人野球日本選手権大会の2大大会にも出場歴がある。
- 伊予銀行合唱団 - 1967年創部の、四国唯一の職場合唱団。これまで全日本合唱コンクールに四国代表として通算25回出場（最近は2012年）、国民文化祭に愛媛県代表として2回出場（2015年、2018年）するなど50年以上の歴史がある。 また、年に数回老人ホームを訪問したり、地域のイベントへ出演し日本の唱歌を歌うなど、地元との交流も活発である。

### 物品の贈呈・イベント協賛など
- 毎年、愛媛県内各自治体の社会福祉協議会に車椅子を寄贈しているほか、点字カレンダーも贈呈している。
- 「小さな親切」運動愛媛県本部の事務局になっており、受章者に対する賞状贈呈と、年1回の総会（6月）で「尾山賞」の授賞と作文コンクールの表彰などを実施している。
- 地域文化活動助成制度によって、合計702先に1億3434万円の助成金を贈呈している。
- 公益信託池田育英会トラストによって、毎年春に5名程度の学生を対象に奨学金（返還不要）を支給している。
- 愛媛大学、松山大学で地域経済に関するオープン講義を毎年4月〜7月にかけて開催。IRC（いよぎん地域経済研究センター）の研究員らを講師として派遣している。
- 2006年からサッカーJ2・愛媛FCのホームゲームの1戦を「伊予銀行サンクスデー」として、試合前アトラクション、行員やその家族による大サポーター団結成など、試合運営に協力している。
- 2005年から8月に開催されている全日本女子硬式野球選手権大会で、2006年（第2回）と2007年（第3回）は松山市の「マドンナスタジアム」で"伊予銀行杯"として開催した。
- 警視庁の防犯標語「いかのおすし」（いか＝（知らない人にはついて）行かない、の＝（知らない人の車や口に）乗らない、お＝大声で叫ぶ、す＝すぐ逃げる、し＝（親や先生などに）知らせる）をもとに編み出された同行総務部行員が扮するオリジナルの変身ヒーロー「子ども防犯戦士 イカノオスシダー」が発表された[52]。

## 社史・記念誌
- 伊予銀行綜合企画部編『伊予銀行史』伊予銀行、1971年
- 伊予銀行五十年史編纂委員会編『伊予銀行五十年史』伊予銀行、1992年6月